# Caspar von Saldern
Caspar lensgreve von Saldern (født 11. juni 1710 i Aabenraa, død 31. oktober 1786 på Schierensee) var en gottorpsk-russisk greve, statsmand og diplomat, bror til Carl Friedrich von Saldern.

## Tidlig karriere

### Uddannelse og flugt til Rusland
Han var søn af en amtsforvalter Friedrich von Saldern og Anna Maria Kamphøvener i Aabenraa. Efter at han havde uddannet sig som jurist ved universiteterne i Kiel og Göttingen, kom han ind på embedsbanen i det gottorpske Holsten, hvor han blev amtsforvalter i Neumünster. Her kom han snart i en heftig strid med sin amtmand, grev Gerhard von Dernath, men fik ret af det gottorpske gehejmeråd.
Senere stillede imidlertid forholdene sig mindre heldig for ham som en følge af bitre stridigheder iblandt de ledende statsmænd i det lille fyrstendømme, således at han valgte at flygte til Rusland, hvor den daværende gottorpske hertug, Carl Peter Ulrik, dengang opholdt sig som russisk tronfølger. Da han var så heldig at indynde sig hos denne, nåede han efterhånden at blive holstensk gehejmeråd, i det han som sådan vedblev at opholde sig hos tronfølgeren. Det var i denne stilling, han kunne give sin fyrstelige herre råd, da denne i året 1762 besteg den russiske trone og straks stillede sig det som sit første mål at føre krig imod Danmark.

### Holdning overfor Danmark
Saldern var en stor egoist, både herskesyg og pengekær, foruden at han var hidsig og brutal i sin optræden; men han var en begavet mand, der ikke var mindre snu end handlekraftig. Hvor vanskelig end en sådan natur måtte være at have at gøre med, kunde han åbenbart være en højst fordelagtig forbundsfælle, når han ville være det. Under det truende forhold til den russiske kejser trængte regeringen i København hårdt til en sådan, og det traf sig så heldig, at Saldern virkelig var tilbøjelig til at række den sin hånd. Hvor lidt han end mente at ville gøre det for intet, var det dog ikke alene egen fordel, han her tænkte på.
Det synes, som om han har haft øje for, at hans holstenske fædreland kun var ilde tjent med at være delt imellem den danske konge og den gottorpske hertug, og at det ej heller ville være til dets gavn, om det i sin helhed blev knyttet som et lille fjerntliggende appendiks til det store Rusland, men at det var naturligst, at det helt blev bragt under den danske konges herredømme, da det geografisk lå op til hans lande. Men denne hans tankegang faldt nøje sammen med den plan, som den danske regering i længere tid havde været ivrig for, nemlig at komme til en udsoning med det gottorpske fyrstehus ved et mageskifte imellem det hertugelige Holsten og de til Danmark hørende fyrstendømmer Oldenburg og Delmenhorst.

### Den mislykkede krig og forhandlingerne optages
Så gerne Saldern end ville virke herfor, var det dog umuligt at formå kejser Peter 3. hertil, da han bare tænkte på krig, og Saldern måtte foreløbig søge at få kejseren til at udsætte krigen. Dette lykkedes ham vel ikke; men krigen blev dog som bekendt ikke til noget, da Peter 3. blev styrtet af Katharina 2.. Efter hendes tronbestigelse var udsigten til en overenskomst om et mageskifte blevet bedre, og Saldern synes i den følgende tid i det hele at have arbejdet alvorlig i den retning, man ønskede i København. Det foreløbige resultat af de forhandlinger, der fandt sted i København i vinteren 1766-67, og hvori han havde en hoveddel, var den foreløbige mageskiftetraktat af 22. april 1767, der omsider efter forskellige vanskeligheder, som dog ikke hang sammen med noget omslag i Salderns synsmåde, førte til den endelige traktat af 30. april 1773.

## Salderns rolle i mageskriftetraktaten

### Salderns personlighed
Man vil i J.H.E. Bernstorffs breve og depecher jævnlig finde ret stærke ord om den betydning, Salderns venskab havde for Danmark; men hvor meget sandt der end var heri, så måtte
der også betales en høj pris for hans hjælp. For det første rent pekuniært. Intet kan let overgå den uforskammethed, med hvilken Saldern lige fra 1762 ved forskellige lejligheder stillede krav til, hvad man må kalde ligefrem betaling for de tjenester, han viste den danske regering. At disse krav måtte opfyldes, er en selvfølge, og hvad der på den måde måtte ydes ham, løb efterhånden op til 140.000 rigsdaler samt 33.000 rubler foruden 1.000 dukater og en kostbar gulddåse, og så måtte statskassen desuden fra den tid, mageskiftet trådte i kraft, betale ham en årlig pension på 6000 specier og lige så mange rigsdaler. At han tillige 1768 blev lensgreve og Ridder af Elefanten, havde mindre at sige.

### Indflydelse på dansk politik
Drøjest var imidlertid det hovmod og den selvrådighed, man i København måtte finde sig i fra hans side under hans ophold her fra efteråret 1766 til 1768. Desto værre var forholdene her kun alt for gunstige for ham, til at han ikke skulle kunne te sig, som han ville. Det var på denne tid, at kongens usle holdning gav spillerum for en række intriger, der bragte usikkerhed i statens styrelse indad til og i politikken udad til, således at Bernstorffs stilling og med den det gode forhold til Rusland var i fare. Det kom så vidt, at selve Bernstorff måtte påkalde Salderns hjælp, og denne holdt så hus med kongen, indtil han gav tabt og fjernede de personer, som Saldern ville have af vejen. Naturligvis undlod Saldern, da han havde lært sin magt at kende, ikke i det hele at bruge den over for sådanne personligheder, som han af en eller anden grund ville til livs.
Også senere, da den endelige traktat var sluttet, og Saldern som gottorpsk kommissær skulle fuldbyrde mageskiftet, viste han sin lyst til at optræde bydende imod den daværende regering i Danmark. For at opnå den ordning af det tyske Kancelli, som han, for øvrigt ikke uden grund, holdt for den politisk rigtige, erklærede han ligefrem regeringen, at hvis man ikke gjorde, hvad han ville, standsede han hele fuldbyrdelsen af mageskiftet og indberettede sagen til kejserinden af Rusland. Intet kunne være brutalere end denne måde at tage sagen på. Naturligvis fik han sin vilje.

### Fald i unåde
Men netop på den tid, da han havde set sin politik sejre og stod på sin indflydelses højdepunkt, var hans stilling i Rusland undergravet, thi han havde på flere måder, bl.a. ved ligefrem uredelighed, givet sig sådanne blottelser, at hans fjender fik kejserinden ophidset imod ham, og han faldt fuldstændig i unåde. Resten af sit liv levede han som privatmand på sit gods Schierensee i Holsten, indtil han døde.
Saldern havde været gift, og i sit ægteskab havde han en søn og en datter; sønnen, der bar grevetitelen, som faderen selv ikke havde villet bruge, oppebar af den danske regering en årlig pension på 3000 rigsdaler, som faderen havde af krævet den.
Han er begravet i Bordesholm Kirke. På Schierensee findes adskillige malerier af ham.